# Cherry Poppens
Cherry Poppens, född 20 maj 1982 i Sacramento i Kalifornien död 23 januari 2018, var en amerikansk skådespelerska i pornografisk film, som medverkat i över 175 filmer sedan debuten 2002. 
Mest känd är hon för sina många insatser i filmserien Throated och hennes Girlvertscen med Ashley Blue.